# Marina Alta
La Marina Alta (dita històricament també Marquesat, tal com figura en el Diccionari català-valencià-balear) és una comarca central del País Valencià, amb capital a Dénia. Limita al nord amb la Safor, al nord i a l'est amb la mar Mediterrània, al sud amb la Marina Baixa i a l'oest amb el Comtat.

## Geografia

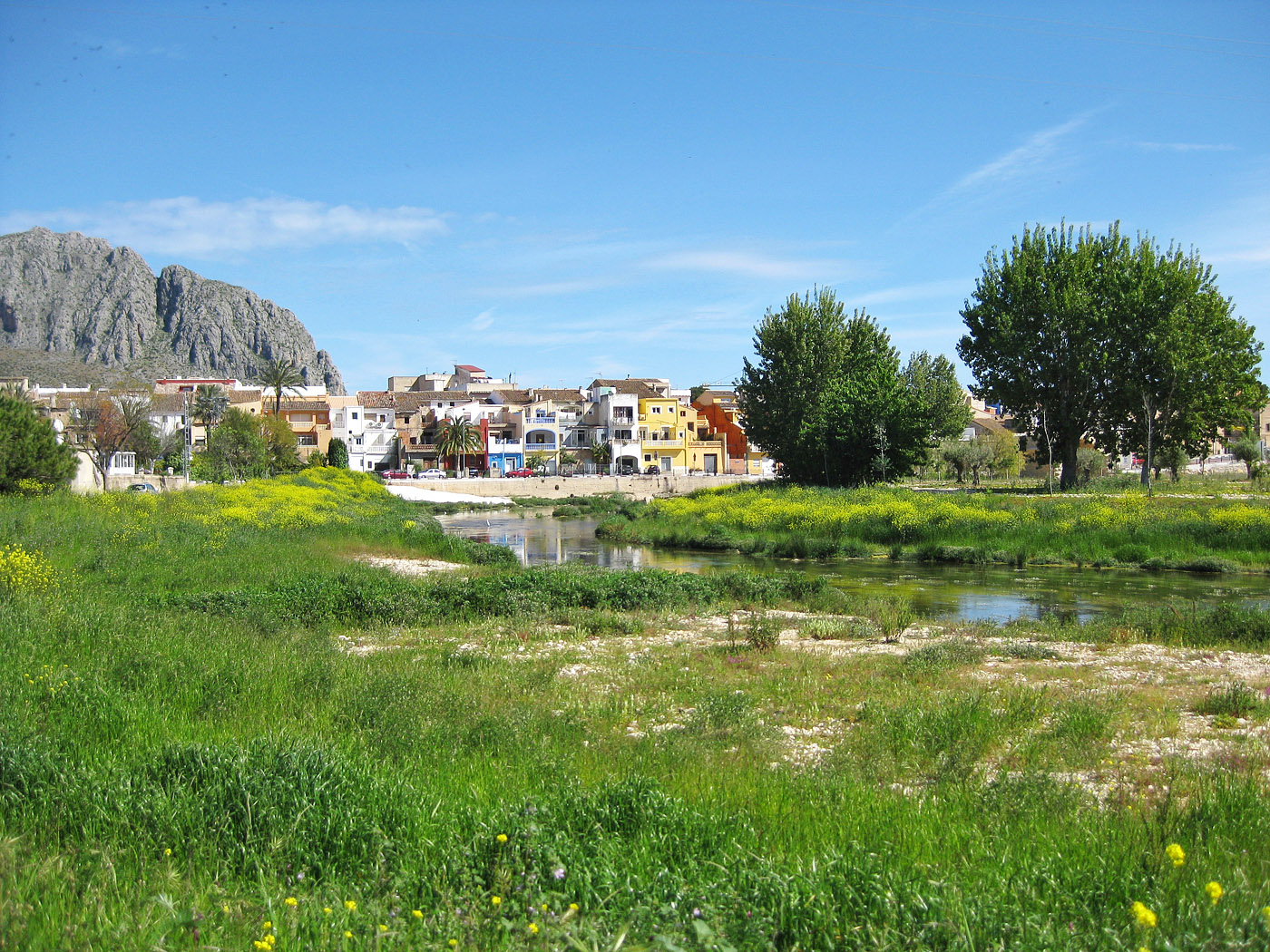
El riu Girona amb Beniarbeig i la Segària al fons

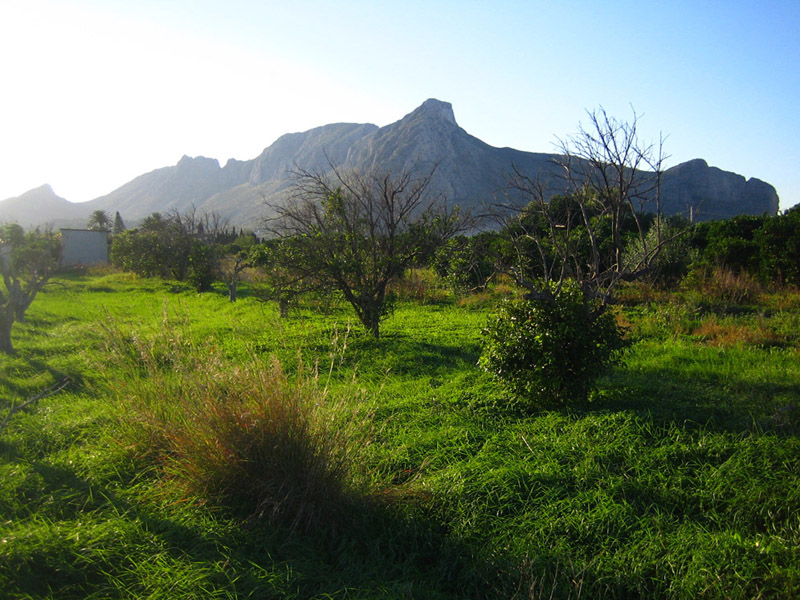
Vista de la Segària des de la plana del Marquesat

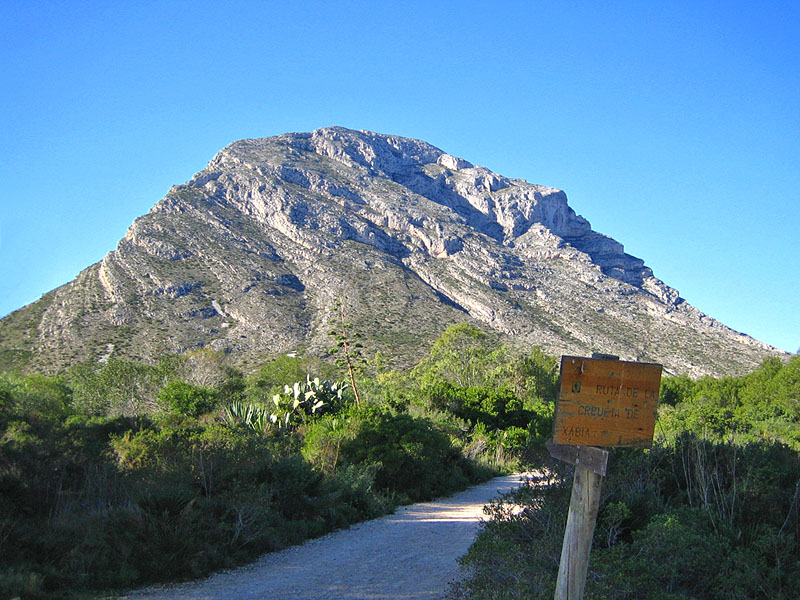
El massís del Montgó, vist des de l'altiplà situat entre Dénia i Xàbia, n'és la muntanya més simbòlica

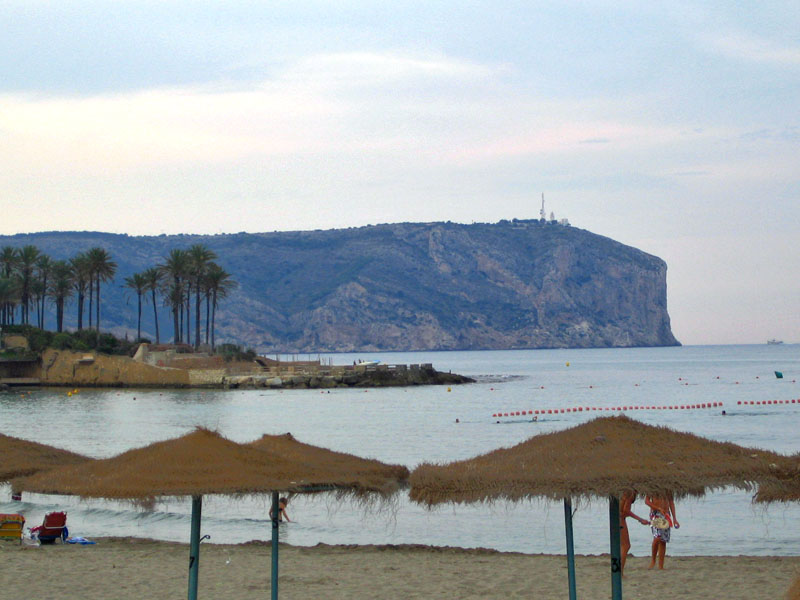
El cap de Sant Antoni vist des de la platja de l'Arenal, Xàbia

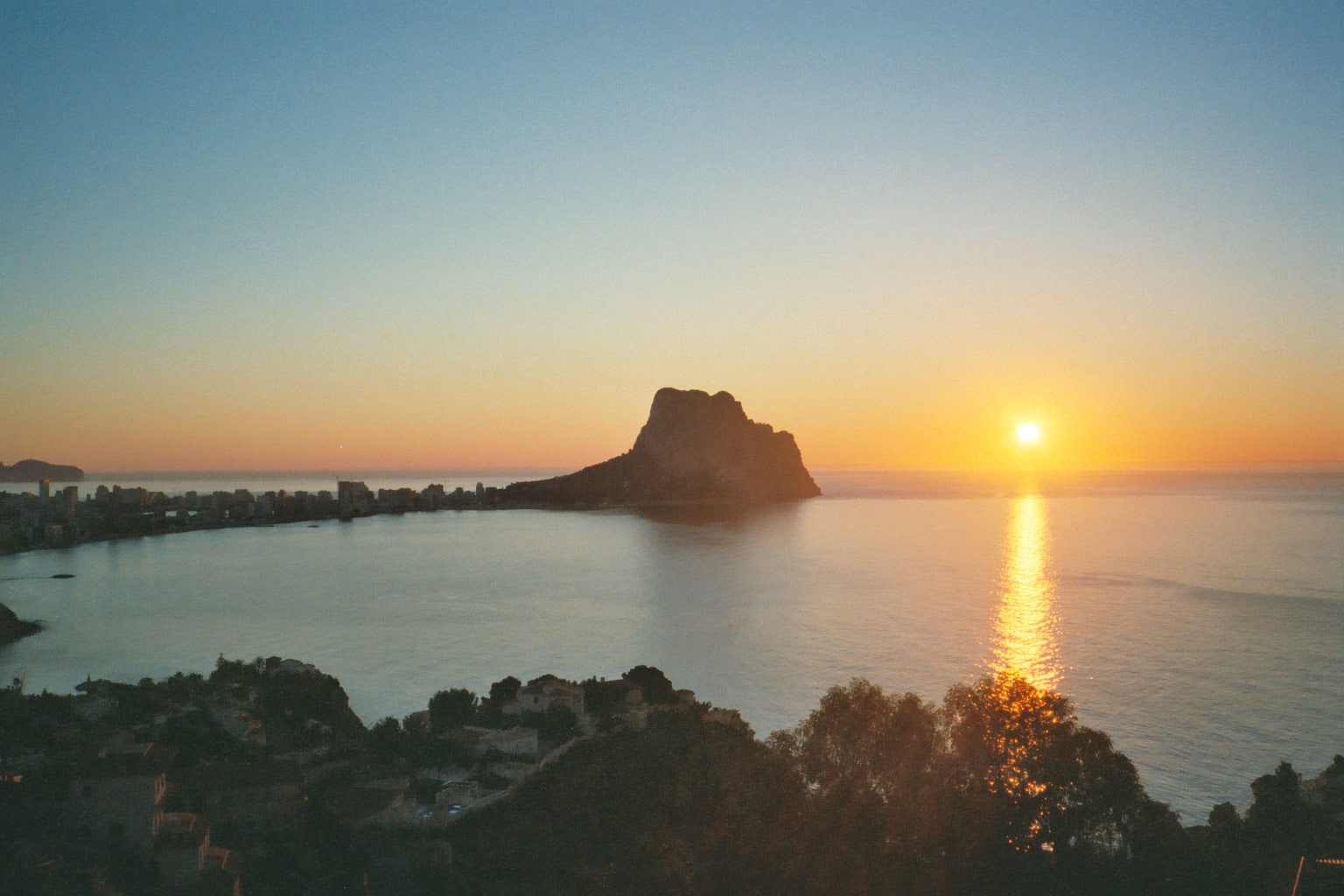
Vista del Penyal d'Ifac

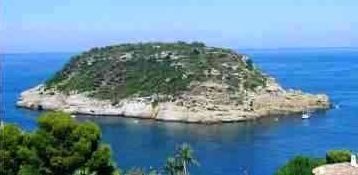
Vista de l'illa del Portitxol, davant les costes de Xàbia

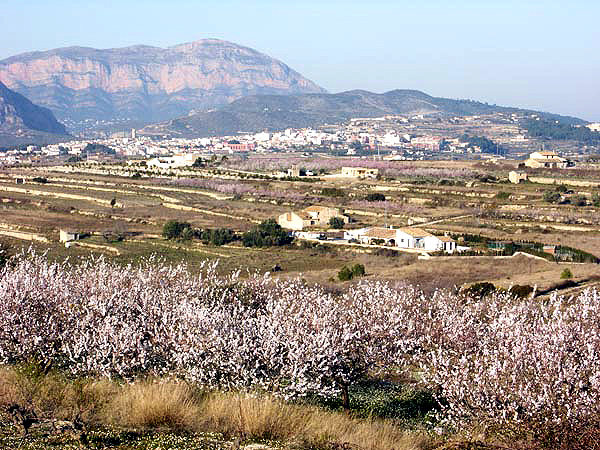
Vista general de Teulada des de la partida de Benimarco

És una comarca costanera que tanmateix marca un punt de transició entre el litoral pla i obert de la Safor, on el cultiu de la taronja domina, i els penya-segats marítims de la Marina Baixa on els conreus s'amaguen dins de valls interiors, i la nespra i el raïm dominen.
La comarca es divideix abruptament en tres zones de plana separades per agrestes muntanyes. La zona més gran d'horta es troba a voltant del riu Girona, és a dir, Dénia, el Verger i Ondara. Aquest és el punt més meridional del cultiu intensiu de tarongers al País Valencià. Al sud, s'estén una plana al voltant del riu Gorgos, de Xàbia a Gata de Gorgos. Ací predominen els ametlers i raïm. Finalment existeix una plana marjalenca a l'extrem nord, entre Pego i la costa, el Parc Natural de la Marjal de Pego i Oliva.

### Orografia
La costa de la Marina Alta és dominada per quatre muntanyes importants – la Segària (500 m), el Montgó (752 m), la serra de Bèrnia (1126 m) i el puig de la Llorença (436 m). Es complementen per tot un conjunt de serralades d'interior -l'Almirall, la Foradada, la del Migdia, la Carrasca d'Ebo (situades a l'O d'Ondara), la del Penyó o Cavall Verd, la d'Alfaro, les de la Muntanya Gran i Seguili (totes a l'O de Pedreguer), la del Carrascar de Parcent i la del Ferrer (a l'O de Benissa). Totes aquestes muntanyes i serres formen part d'un sol sistema: la serralada Bètica. Aquesta forma una sèrie de valls de difícil accés a l'interior de la comarca, anomenades les Valls, que s'orienten sobretot de l'oest a l'est, partint d'una línia vertical entre Pego i Xaló. Cada una es vertebra pel curs alt d'uns rius ben encaixonats entre serres agrestes, amb només petites zones de replà: la depressió d'Ebo, la d'Alcalà, i la riba del riu Gallinera a la vall homònima. La vall de Laguar ni tan sols disposa d'una ribera, sinó que els pobles es troben penjats sobre un barranc profund format pel curs alt del Girona. Només una de les valls ofereix una modesta plana interior: la Vall de Pop, orientada de nord-oest a sud-est, recorre el curs mitjà del riu Gorgos. Entre la Segària i la muntanya Gran de Pedreguer, pel curs mitjà del riu Girona, la plana d'Ondara-Dénia s'esmuny i conforma una mena de vall ampla amb relleus suaus i on abunden pobles modests d'origen morisc agrupats en la subcomarca anomenada la Rectoria. Al nord, aquest sistema encara persisteix en la forma de la Segària i el Montgó, mentre que al sud crea la serra de Bèrnia i continua en forma d'una massa muntanyenca que arriba fins a la costa i forma els penya-segats de Xàbia i Calp. A les Valls, el conreu és d'olives, cireres i ametlles; a la vall de Pop i les muntanyes entre Teulada i Benissa, l'oliva, l'ametlla i sobretot el raïm.
Pel que fa a comunicacions naturals de nord a sud, les serralades deixen només dos ports de muntanya: a l'interior, el coll de Rates, que comunica la Marina Alta amb la Baixa des de la vall de Pop (Parcent) fins a la vall del riu Algars (Callosa d'en Sarrià), i a la costa, el pas del Mascarat, entre Calp i Altea. Cap a l'interior, només la vall de Gallinera, per mitjà del coll de Benissili, comunica amb el Comtat de forma relativament fàcil. Cap al nord, l'única eixida natural és a través de la marjal de Pego-Oliva.

### La costa
A punt més septentrional, un petit pont sobre el barranc del Molinell dona accés a la comarca des de la Safor. La costa conjuga platges d'arena fina, sistemes dunars i pedra al terme de Dénia -entre elles, les de les Deveses i l'Almadrava- amb cales, costa rocosa i penya-segats al voltant dels cims costaners, en particular el Montgó i el puig de la Llorença, entre Xàbia i Moraira. És ací on la costa és més accidentada: el cap de Sant Antoni, el cap de Martí, el cap Negre i el cap de la Nau. També ací trobem dues illes: la del Portitxol i la del Descobridor, ambdues pròximes al cap de la Nau.
A l'extrem sud, la costa torna a ser relativament plana, produint cales de més fàcil accés al terme de Benissa. Ja a Calp, la llengua de terra baixa entre la península i el penyal d'Ifac (327 m) produeix dues platges d'arena: la Fossa i l'Arenal-Bol. A l'extrem sud, el massís del Mascarat, extensió de la serra de Bèrnia, barra el pas entre Calp i Altea i és a través d'un túnel que hi penetren les carreteres i la línia de ferrocarril que es dirigeixen cap a Alacant.

### La xarxa fluvial
Els rius de la comarca són el Bullent i el Molinell –o Racons–, que fan de frontera al nord i alimenten la marjal de Pego; el Girona i el Gorgos –o de Xaló–, que formen les valls principals i reguen les dues planes al·luvials de Dénia i Xàbia; i a la capçalera d'aquests, l'Alcalà o Ebo (afluent del Girona) i el de Castells (afluent del Gorgos). A més a més hi ha una sèrie de barrancs: l'Alberca, l'Alter, el Bo, el Regatxol, el Teulada, les Sorts, el Mascarat, el Malafí i la rambla de la Gallinera. Tots són de caràcter torrencial, de manera que sovint no porten aigua i, amb les pluges fortes de la tardor, poden desbordar-se, tal com feu el Girona l'octubre del 2007.

### Divisions geogràfiques històriques
La Marina Alta és una comarca formada per la comarca històrica del Marquesat de Dénia a més d'uns quants pobles al sud i la ciutat de Calp, que integraven la Marina antiga, la qual passà a anomenar-se la Marina Baixa. En l'actualitat tota la comarca, junt amb la seua germana al sud, és considerada part d'una sola unitat cultural, la Marina. Aquest és la denominació més típica entre els oriünds; tanmateix els més grans del nord de la comarca fan referència a voltes al Marquesat. Actualment, la comarca inclou, a més del Marquesat, les subcomarques de la Rectoria, la vall d'Aixa-Pop i les Valls de Pego.

## Municipis
Les dades bàsiques dels «33 municipis», amb les xifres de població del padró municipal d'habitants 2023, són:
| Municipi                    | Habitants (2023) | Sup. (km²) | Dens. (2023) (hab./km²) |
| --------------------------- | ---------------- | ---------- | ----------------------- |
| Dénia                       | 45.622           | 66,20      | 689,2                   |
| Xàbia                       | 29.760           | 68,6       | 433,8                   |
| Calp                        | 25.854           | 23,5       | 1.100,2                 |
| Teulada                     | 12.515           | 32,2       | 388,7                   |
| Benissa                     | 12.279           | 69,7       | 176,2                   |
| Pego                        | 10.485           | 52,9       | 198,2                   |
| Pedreguer                   | 8.558            | 30,3       | 282,4                   |
| Ondara                      | 7.308            | 10,4       | 702,7                   |
| Gata de Gorgos              | 6.515            | 20,3       | 320,9                   |
| el Verger                   | 5.101            | 8,2        | 622,1                   |
| el Poble Nou de Benitatxell | 4.858            | 12,7       | 382,5                   |
| Xaló                        | 2.964            | 34,6       | 85,7                    |
| els Poblets                 | 2.763            | 3,6        | 767,5                   |
| Orba                        | 2.379            | 17,7       | 134,4                   |
| Beniarbeig                  | 2.353            | 7,4        | 318,0                   |
| Alcalalí                    | 1.397            | 14,4       | 97,0                    |
| Benidoleig                  | 1.218            | 7,5        | 162,4                   |
| Parcent                     | 1.003            | 11,8       | 85,0                    |
| Llíber                      | 946              | 21,9       | 43,2                    |
| la Vall de Laguar           | 873              | 23,0       | 38,0                    |
| Sanet i els Negrals         | 737              | 11,0       | 67,0                    |
| el Ràfol d'Almúnia          | 721              | 4,9        | 147,1                   |
| Senija                      | 670              | 4,8        | 139,6                   |
| l'Atzúbia                   | 608              | 14,7       | 41,4                    |
| la Vall de Gallinera        | 581              | 53,6       | 10,8                    |
| Murla                       | 575              | 5,8        | 99,1                    |
| Benigembla                  | 537              | 18,5       | 29,0                    |
| Benimeli                    | 455              | 3,5        | 130,0                   |
| Castell de Castells         | 445              | 45,9       | 9,7                     |
| Sagra                       | 442              | 5,6        | 78,9                    |
| Tormos                      | 339              | 5,3        | 64,0                    |
| la Vall d'Ebo               | 230              | 32,4       | 7,1                     |
| la Vall d'Alcalà            | 174              | 24,4       | 7,1                     |
| Marina Alta                 | 191.265          | 767,2      | 249,3                   |

## Climatologia
La comarca és de climatologia mediterrània, i així hi abunda el sol; però el fet de ser una comarca marítima i de situar-se, a més a més, al nexe entre la mar catalana i la mar Mediterrània, fa que la Marina Alta pot patir tempestes fortes durant l'estiu i la tardor. Cal remarcar que la zona més plujosa del País Valencià se situa a l'extrem nord de la comarca, a la desembocadura del riu Molinell, entre Pego i el Verger, una zona hortícola. La zona més seca és al sud i a les valls d'interior, on els rius són menys significatius i els conreus s'adapten a un clima mediterrani àrid. La proximitat amb les Illes Pitiüses i la posició al final del golf de València, envoltada de mar, fa que sovint el temps de la Marina Alta siga més insular que peninsular.
La saviesa popular confia que "passat el pas del Mascarat" –muntanya que marca la frontera comarcal meridional– "ix el sol", mentre que si hom es dirigeix a la Safor, passant doncs pel barranc del Molinell, sovint pot trobar que la pluja s′enforteix sobtadament. Una altra dita destaca que "a Dénia, pixa un gat i s′inunda tot", al·ludint a la llarga història d′inundacions que ha patit la capital. És fàcil observar la retenció dels núvols al voltant del Montgó i la costa adjacent, que descarreguen sobre la capital amb certa força, molt per damunt de la mitjana anual valenciana.

## Transport

### Eixos naturals
El transport de la comarca s'orienta del nord al sud i al voltant de la capital, Dénia. Per culpa del massís del Montgó, l'autopista AP-7 no passa per les poblacions més importants, sinó que continua al llarg de la plana entre les Valls, la Segària i el Montgó, i així es comunica amb Pego, Dénia i Xàbia mitjançant les carreteres generals CV-700, CV-725, CV-734. En canvi, té accessos directes a Ondara, Pedreguer, Gata i Benissa. La carretera nacional N-332 segueix el mateix eix que l'autopista, passant per dins de Gata, Benissa i Calp; disposa d'un desviament per al Verger i Ondara. Un eix igualment històric però que la natura no ha afavorit, gràcies a la seua orografia complicada, és el de Pego-Alcoi passant per la Vall de Gallinera. Una carretera comarcal sinuosa, la CV-700, ressegueix aquest eix.

### Transport públic
Només Dénia, Xàbia i Calp disposen de transport públic urbà, en la forma d'autobusos municipals. Dénia és el punt d'origen de molts dels autocars que creuen la comarca. Aquest servei és ofert principalment per l'empresa ALSA, i algunes empreses de transport locals. Comuniquen Dénia, Xàbia, Ondara, el Verger, Benissa i Calp amb Gandia, Benidorm, Alacant i València.
El TRAM Alacant és una línia de tramvia de llarg recorregut que opera els Ferrocarrils de la Generalitat Valenciana. A la Marina, encara és conegut popularment com el trenet de Dénia en referència a l'antiga línia fèrria creada l'any 1915. Aquesta fou renovada i reconvertida en línia de tren tramvia a partir del 1999. Parteix de Dénia i serveix la Xara, Gata, Teulada, Benissa i Calp i tota la costa de la Marina, arribant a Benidorm i Alacant. Antigament, existia una línia de tren Dénia – Gandia, que deixa de funcionar el 1974. A més a més, gràcies a la planúria dels termes i la proximitat geogràfica de cada població, hi ha diverses vies ciclables enllacen Pego, el Verger, Ondara, els Poblets i Dénia.
Com potser és típic d-una comarca rural, el transport privat guanya àmpliament al públic en nombre de passatgers.

### El punt mitjà
A grans trets, els pobles del nord, fins a Gata, es dirigeixen preferentment a València, mentre que els pobles del sud com Calp sovint trien Alacant. El punt equidistant entre totes dues ciutats és el Verger, a 91 quilòmetres.

## Economia

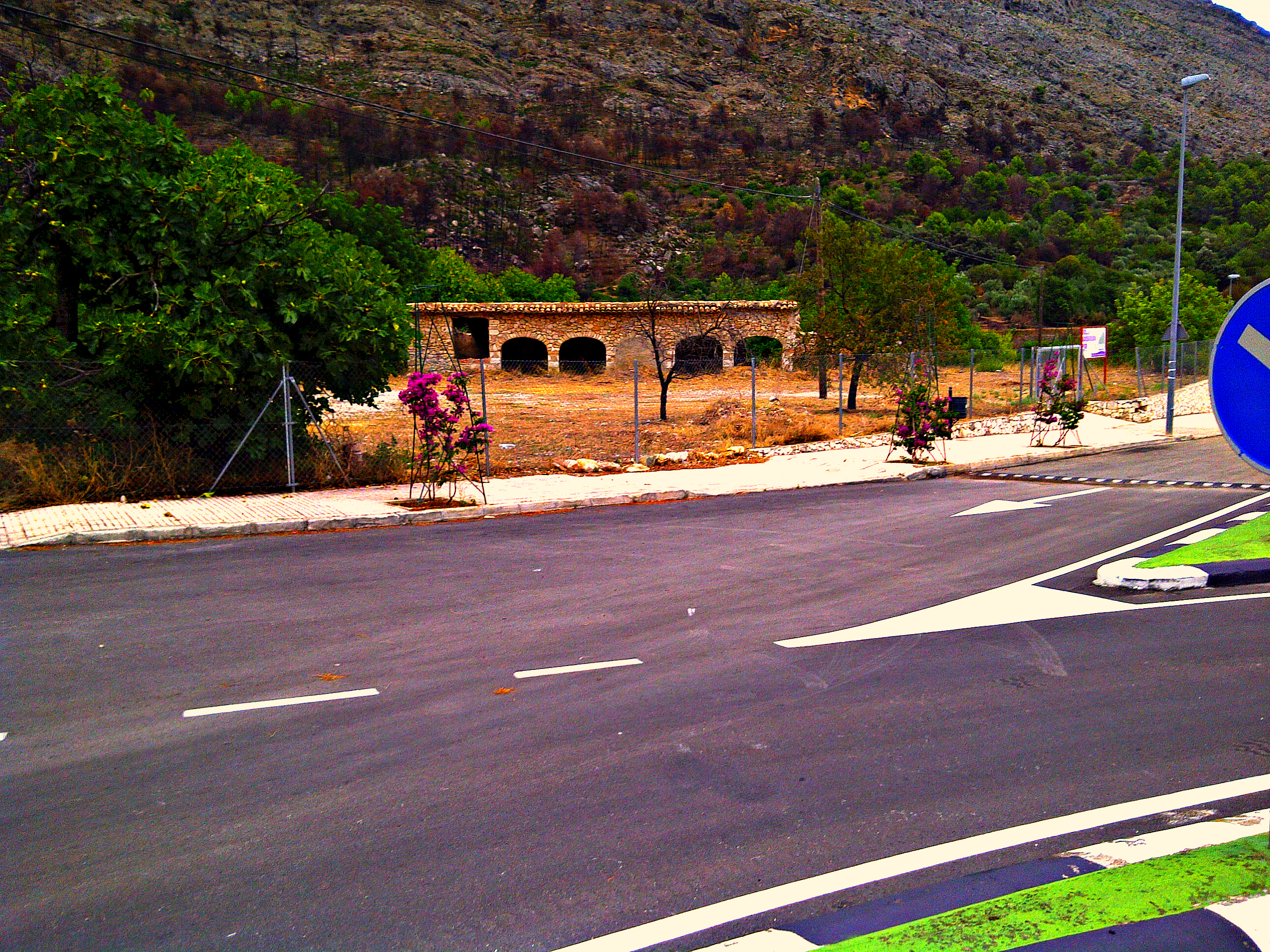
Un riurau típic de Benigembla que tradicionalment s'utilitzava per assecar la pansa.

L'economia de la comarca ha sigut i encara és en gran part agrícola: cítrics, raïm, cireres. La producció de la pansa i mistela, dos productes del raïm, enriquia Dénia, Xàbia, Benissa i Teulada al segle xix. Al segle xx, indústries com la producció de bosses i ceràmica a Pedreguer i Gata prengueren relleu al tradicional ofici de l'espart i la boga. Activitats com el conreu de les taronges i els velluters (seders), típiques de gran part del País Valencià, també hi eren importants. En l'actualitat, les indústries de la construcció, instal·lació i manteniment hi tenen gran importància. El sector dels serveis també ha experimentat un gran increment gràcies al turisme sostingut des de la dècada dels seixanta a la costa de la Marina.

## Llengua
La llengua nativa i predominant a la Marina Alta és el valencià, en la seua forma dialectal del valencià meridional. Alguns trets del valencià alacantí es presenten ocasionalment.
Els pobles d'interior –d'històric repoblament mallorquí– conserven trets lèxics i fonètics mallorquins. L'article salat s'hi ha perdut i es conserva només a la veïna població de Tàrbena (Marina Baixa); a la Marina Alta, només apareix en alguna frase aïllada (sa germana d'ella) i en alguns topònims locals.
Els trets distintius més destacats són l'ús d'aquí a Dénia i Xàbia contra ací als altres pobles, l'abundància de vocals obertes comparada amb les comarques frontereres, la vacil·lació extrema entre els prefixos a, en i es en molts verbs i alguns adverbis (* asronsar/enronsar/esronsar [arronsar]), i l'afegit d'una a en moltes frases com ara * a n'hi ha dos o * a t'ho dic. Posseeix un ric lèxic propi, una part del qual prové del francès.
Des del segle xx, hi ha creixents comunitats lingüístiques europees residents a la comarca gràcies, sobretot, al turisme residencial. El coneixement del català i, en menor grau, del castellà, ha davallat gràcies a aquesta immigració i el fet que una part d'aquest col·lectiu no aprèn cap de les dues llengües.

## Gastronomia

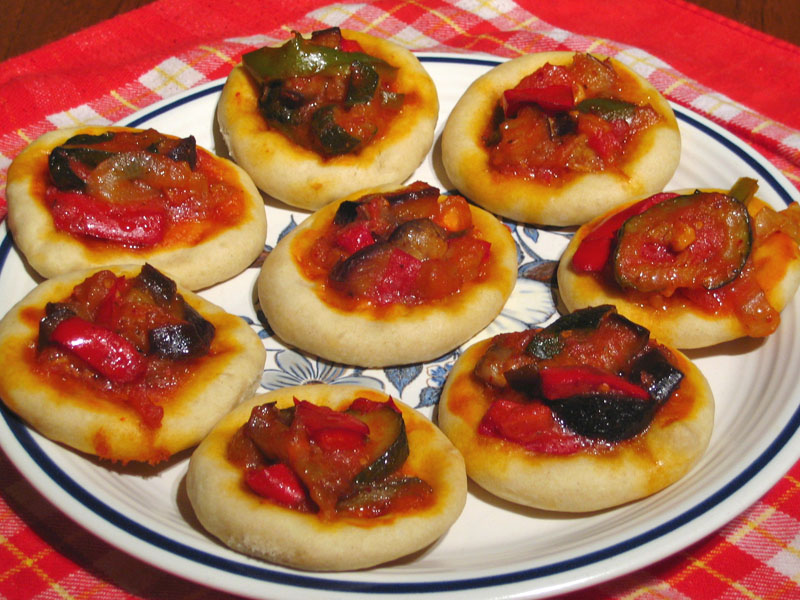
Coques de mullador, la coca més típica de la Marina.

Alguns plats típics de la gastronomia d'aquesta comarca són el mullador, l'espencat, coques dolces i salades, sobrassada i llonganissa (Valls de Pego, els pastissets d'ametlla o d'espinacs (Xàbia), els bunyols, el suquet de peix, el bull amb ceba, les faves sacsades, la picaeta (salmorra, nous, tramussos i cacaues), la picada d'all i julivert, putxero amb mandonguilles, l'arròs a banda (Dénia), arròs al forn amb fesols i penques, arròs amb crosta (Marjal de Pego), paella amb gamba o mandonguilla, pa amb tomàquet (Pedreguer), pebrots farcits d'arròs i magre. Begudes típiques són el burret (coca-cola i café-licor), vi de Xaló i mistela conreada a la riba del Gorgos i el BiriBiri (beguda de taronja).

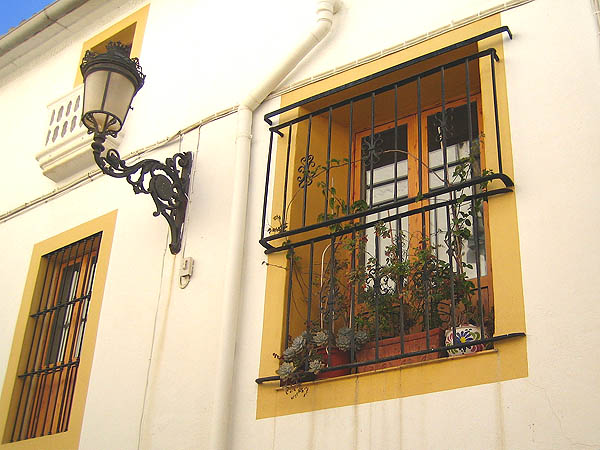
Exemple de l'estil de la Marina, a Teulada

## Arquitectura
La Marina té dos estils propis de construcció. Ambdós empren tradicionalment pedra lluïda amb guix i pintat. El primer metre arran de terra és de pedra més gruixuda. Al voltant de les finestres i portes, es pinta un marc blanc o de colors. Un estil pinta tota la resta en blanc; l'altre empra colors lluents com el blau, roig, groc i verd.
La Marina Alta desenvolupa unes edificacions pròpies: els casups, les naies i els riuraus. Igualment té un gran nombre de finques rústiques, masies, palaus urbans, castells, molins, torres de guaita, i mercats coberts que representen un patrimoni considerable.

## Llocs d'interès
- El castell i els barris antics de les Roquetes i Baix la Mar de Dénia.
- Parc natural del Montgó: el Cap de Sant Antoni, la Torre de Gerro i la cova tallada al nord, i els molins de Xàbia al sud.
- Parc natural de la Marjal de Pego i Oliva i el riu Bullent.
- Penyal d'Ifac a Calp.
- Pas del Mascarat a Altea.
- Vila vella de Xàbia: l'església-fortalesa i l'ermita de Loreto. Cales, l'illa del Portitxol, i partits de la Nau, Negre, de Sant Antoni i Prim.
- Els Pòrxens de Pedreguer.
- La torre medieval dels Medinaceli al Verger.
- Vila vella de Benissa: palaus, convent i església de la puríssima xiqueta, anomenada Catedral de la Marina.
- Vila vella de Teulada: palaus medievals, llotja gòtica i l'església.
- Plaça de bous, vila vella i l'església del convent d'Ondara.
- Els Pous de Xaló: el de les Figueretes, el de l'Assegador i el de la Basseta.
- Santuari del Pla de Petracos. El jaciment amb art rupestre del Pla de Petracos, es localitza a uns 500 metres sobre el nivell del mar, al marge esquerre del Barranc de Malafí. Descobert el 1980 per membres del Centre d'Estudis Contestans, està compost per vuit abrics dels quals cinc presenten motius pintats perfectament visibles.
- Restes del Castell de Serrella.

Vegeu també
- Riberer
- Bandolerisme a la Marina Alta
- les Germanies, en les quals la Marina Alta tingué un paper cabdal.
- la Guerra de Successió, en la qual Dénia prengué partida per a l'Arxiduc Carles.